# Наполеоновское
«Наполеоновское» — ювелирное яйцо, одно из пятидесяти двух императорских пасхальных яиц, изготовленных фирмой Карла Фаберже для русской императорской семьи. Яйцо было создано в 1912 году по заказу Николая II, который подарил его своей матери Марии Фёдоровне в качестве традиционного подарка на Пасху 1912 года в честь сотой годовщины победы России над армией Наполеона, в том числе и Бородинского сражения (1812).
Ювелирное яйцо находится в собственности фонда Матильды Геддингс Грей (англ. Matilda Geddings Gray Foundation) и с 22 ноября 2011 года до 30 ноября 2021 года экспонируется в Нью-Йорке в Метрополитен-музее.

## Описание
Ювелирное пасхальное яйцо сделано из жёлтого золота покрыто прозрачной изумрудной зелёной эмалью и украшено рубинами, алмазами, бархатом, атласом. Изготовлено для вдовствующей императрицы Марии Фёдоровны в ознаменование столетия Отечественной войны 1812 года. Зелёное ювелирное яйцо украшено двуглавыми орлами и трофеями сражений. На вершине яйца под алмазом изображены корона и монограмма Марии Фёдоровны. Императорское пасхальное яйцо «Наполеоновское» фирмы Фаберже раскрывается и внутри содержит сюрприз — ширму с шестью миниатюрами, изображающими представителей полков, почётным полковником которых была императрица.

## Сюрприз
Сюрприз в виде ширмы из шести портретов-миниатюр сделан из жёлтого золота, алмазов, платины, прозрачной изумрудной зелёной, и непрозрачной белой эмали, расписан гуашью по слоновой кости. Императрица Мария Фёдоровна числилась почётным полковником шести полков российской армии, изображённых на акварели, и её монограмма украшает обратную сторону каждой миниатюры. Все портреты-миниатюры выполнены в форме экрана, стержни которого выполнены в виде топора (военной эмблемы, используемой с римских времён), подписаны «Василий Зуев» и датированы 1912 годом.

## Владельцы
Император Николай II подарил ювелирное пасхальное яйцо «Наполеоновское» своей матери Марии Фёдоровне на Пасху 1912 года. После революции, вместе с другими сокровищами императорской семьи, оно было конфисковано большевиками. В 1930 году ювелирное яйцо «Наполеоновское» стало одним из десяти императорских яиц, проданных галерее Хаммер, Нью-Йорк. С 1951 года принадлежало Матильде Хеддингс Грей, с 1972 года хранится Фондом Матильды Геддингс Грей, Новоорлеанский Музей Искусства, США.